# 1823年教宗選舉秘密會議
1823年教宗選舉秘密會議因庇護七世在1823年8月20日離世後而召集舉行。會議從1823年9月2日開始，經過26天的投票後，樞機團於1823年9月28日選出漢尼拔·德拉·真加樞機為新教宗，並取名號為「良十二世」。

## 背景
庇護七世離世後，樞機團召開選舉秘密會議選出新教宗。批評庇護七世任內提出政治現實主義的保守派樞機主導整場會議，他們要求新教宗必須是一個立場保守和不追求權力的教宗。

## 樞機選舉人
儘管當時共有53位樞機，但由於有4位樞機因種種原因而無法出席，故此只有49位樞機能夠參與該次秘密會議。
| 樞機選舉人分布 |                                                               |
| -------------- | ------------------------------------------------------------- |
| 歐洲           | 53                                                            |
| 北美洲         | 0                                                             |
| 拉丁美洲       | 0                                                             |
| 非洲           | 0                                                             |
| 亞洲           | 0                                                             |
| 大洋洲         | 0                                                             |
| 出席選舉人     | 49                                                            |
| 缺席           | 4                                                             |
| 前任教宗       | 庇護七世（1800年至1823年）                                    |
| 新任教宗       | 良十二世（1823年至1829年）                                    |
| 否決權         | 奧地利皇帝法蘭茲一世提出否決 安東尼奧·加布里埃爾·斯法羅里樞機 |

以下為出席的部分樞機選舉人：
- 朱利奧·瑪麗亞·德拉·薩默吉利亞（英语：Giulio Maria della Somaglia），主教級樞機及樞機團團長
- 巴洛繆奧·帕卡（英语：Bartolomeo Pacca），主教級樞機、樞機團副團長及總務樞機
- 朱塞佩·費羅（英语：Giuseppe Firrao, Jr.），司鐸級樞機及首席司鐸（英语：Protopriest）
- 法布里齊奧·魯福，執事級樞機及首席助祭（英语：Protodeacon）
- 漢尼拔·德拉·真加，司鐸級樞機，後來當選成為良十二世
- 弗朗西斯·卡斯蒂格尼樞機，主教級樞機，未來的教宗庇護八世
- 托馬索·里瓦爾·斯福爾扎（英语：Tommaso Riario Sforza），司鐸級樞機，未來的總務樞機[7]

以下為缺席的樞機選舉人：
- 多梅尼科·斯皮努奇（義大利語：Domenico Spinucci），司鐸級樞機
- 路易-弗朗索瓦·德博塞-羅克福（義大利語：Louis-François de Bausset-Roquefort），司鐸級樞機
- 魯道夫大公，司鐸級樞機
- 卡洛斯·達庫尼亞·伊·梅內塞斯（葡萄牙語：Carlos da Cunha e Menezes），司鐸級樞機

原則上，參加選舉的樞機可以投票給任何已受洗的成年男性天主教徒（即樞機可以投票給非樞機者）。然而，自1378年以來都是樞機當選教宗。

## 選情

### 選舉過程
9月3日，樞機團進行首輪投票。安東尼奧·加布里埃爾·斯法羅里樞機、弗朗西斯·卡斯蒂格尼樞機和巴洛繆奧·帕卡樞機分別得到8票、5票和兩票。15日，選舉開始變得明朗，除了斯法羅里樞機外和卡斯蒂格尼樞機外，樞機團團長朱利奧·瑪麗亞·德拉·薩默吉利亞樞機亦跟他們一樣最少得到15票支持，而漢尼拔·德拉·真加樞機仍未得到樞機團支持。21日，斯法羅里樞機得到26票；如果他再多獲幾張支持票便會當選教宗。法國和那不勒斯的樞機決定要否決斯法羅里樞機。朱塞佩·阿爾巴尼代表奧地利皇帝法蘭茲一世向樞機團團長寫信提出否決。28日，保守派的漢尼拔·德拉·真加樞機得到34位樞機的支持而當選教宗。
樞機團選出新教宗後，首席助祭法布里齊奧·魯福樞機登上奎里納萊宮的露台並向信眾以拉丁語宣布新教宗的姓名及名號。該拉丁語宣布如下：
|  | Annuntio vobis gaudium magnum: Papam habemus, eminentissimum ac reverendissimum Dominum Annibalem, tituli Sanctae Mariae Transtiberim, presbyterum Sanctae Romanae Ecclesiae cardinalem Della Genga, qui sibi imposuit nomen Leo Duodecimus |

中文翻譯如下：
|  | 我十分高興向你們宣布： 我們有了教宗。 他是最傑出和最可敬的漢尼拔·德拉·真加 神聖羅馬教會領越台伯河的聖母大教堂司鐸銜的司鐸級樞機， 並以「良十二世」作為他的名號 |

### 未經官方證實的各輪投票結果
一些網站中有記載投票結果。然而，這些選舉結果並沒有得到官方證實。樞機如要成功當選教宗，他必須要最少得到33票。以下為26天裏的部分投票結果。
| 樞機                          | 第1輪投票 | 9月15日早上 | 9月15日下午 | 9月16日早上 | 9月16日下午 | 9月17日早上 | 9月17日下午 | 9月28日的投票 |
| ----------------------------- | --------- | ----------- | ----------- | ----------- | ----------- | ----------- | ----------- | ------------- |
| 朱利奧·瑪麗亞·德拉·薩默吉利亞 | 不詳      | 15          | 15          | 16          | 16          | 16          | 16          | 不詳          |
| 巴洛繆奧·帕卡                 | 2         | 不詳        | 不詳        | 不詳        | 不詳        | 不詳        | 不詳        | 不詳          |
| 埃馬紐埃爾·德格雷戈里奧       | 不詳      | 7           | 不詳        | 不詳        | 4           | 不詳        | 2           | 不詳          |
| 弗朗西斯·卡斯蒂格尼           | 5         | 不詳        | 20          | 9           | 10          | 9           | 10          | 不詳          |
| 安東尼奧·加布里埃爾·斯法羅里  | 8         | 18          | 19          | 16          | 18          | 20          | 20          | 不詳          |
| 漢尼拔·德拉·真加              | 不詳      | 不詳        | 不詳        | 7           | 不詳        | 4           | 不詳        | 34            |
| 皮特羅·弗朗切斯科·加萊菲      | 不詳      | 4           | 不詳        | 不詳        | 不詳        | 不詳        | 不詳        | 不詳          |
| 科爾·康索爾維                 | 1         | 不詳        | 不詳        | 不詳        | 不詳        | 不詳        | 不詳        | 不詳          |
| 投票結果                      | 失敗      | 失敗        | 失敗        | 失敗        | 失敗        | 失敗        | 失敗        | 成功          |

## 後續
教宗良十二世的加冕禮於10月5日舉行，正式成為天主教第252任教宗。選舉秘密會議亦於加冕禮後正式完結。

## 資料來源
1. 1 2 3 4 5 6  . The Hierarchy of the Catholic Church.   [2017-05-06]. （原始内容存档于2016-12-07） （英语）.
2. 1 2 3 4 5 6  John Paul Adams. . California State University Northridge.   [2017-05-06]. （原始内容存档于2016-05-16） （英语）.
3. ↑  Editors of Encyclopædia Britannica. . Encyclopædia Britannica.   [2017-05-06]. （原始内容存档于2016-05-02） （英语）.
4. ↑  . The Holy See.   [2017-05-07]. （原始内容存档于2016-10-17） （英语）.
5. ↑  Sheridan Gilley, Brian Stanley. . Cambridge University Press. 2006: 第234頁  [2017-05-06]. （原始内容存档于2017-06-14） （英语）.
6. ↑  Frank J. Coppa. . Routledge. 2016-07-01: 第234頁  [2017-05-06]. （原始内容存档于2019-09-01） （英语）.
7. ↑  . Catholic Hierachy.   [2017-05-06]. （原始内容存档于2016-03-04） （英语）.
8. ↑  Alexis-François Artaud de Montor. . A. Le Clere et c. 1843: 第79頁  [2017-05-06]. （原始内容存档于2017-06-14） （法语）.
9. ↑  . The Holy See.   [2017-05-07]. （原始内容存档于2016-10-17） （英语）.